# Herbjørg Wassmo
Herbjørg Wassmo (née le 6 décembre 1942 en Norvège à Myre, commune de Øksnes, archipel des Vesterålen) est une écrivaine norvégienne très populaire dans les pays scandinaves. Sa première oeuvre, Vingeslag (battement d'aile), un recueil de poèmes, est publiée en 1976.

## Biographie

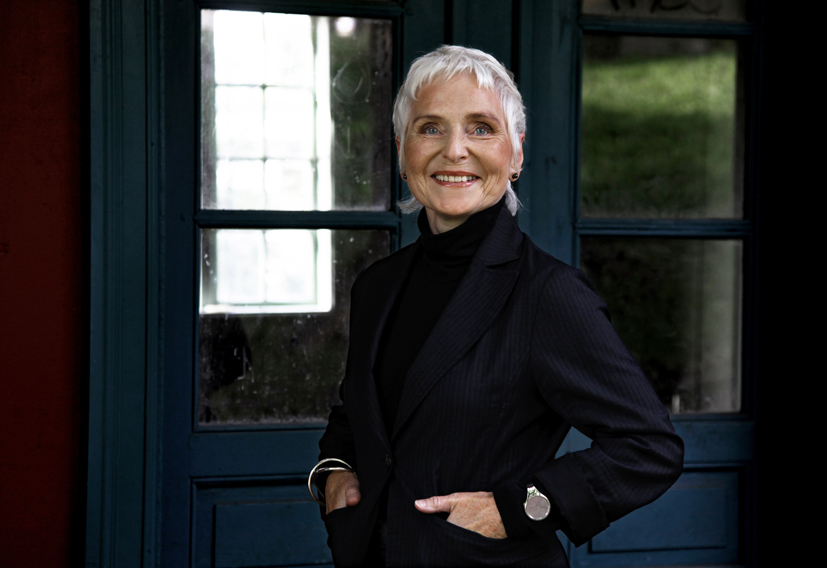
Herbjørg Wassmo en 2009.

Elle vit à Hinnøya, une petite île située au nord du Cercle polaire. Tout comme Anni-Frid Lyngstad du groupe Abba, elle fait partie des 12 000 enfants norvégiens nés des amours entre soldats allemands et femmes norvégiennes pendant l'occupation du pays par l'Allemagne. Sa trilogie Tora, qui lui apporte son premier succès littéraire, traite de ce sujet. Cependant ce n'est qu'à la parution de son roman Cent ans (publié en 2009 en Norvège) qu'elle révèle les abus dont elle a été victime lors de son enfance,. Avec son roman Ces instants là (publié en 2013 en Norvège), elle poursuit son oeuvre autobiographique.
Cette ancienne institutrice, qui a étudié les lettres à l'Université de  Tromsø  , connaît son plus grand succès grâce à sa trilogie, Le Livre de Dina, qui a été portée à l'écran par le réalisateur Ole Bornedal avec dans les rôles principaux Maria Bonnevie, Pernilla August et Gérard Depardieu.
Autrice d'une œuvre considérable, elle aborde plusieurs genres littéraires, la littérature enfantine, le théâtre, la poésie, le roman. Traduite en de nombreuses langues, Herbjørg Wassmo connaît un succès populaire exceptionnel. Dina a depuis longtemps pris place aux côtés des grandes héroïnes de la littérature.
Elle a reçu le prix Jean-Monnet de littérature européenne du département de la Charente en 1998. Elle a également obtenu de nombreux prix pour ses romans en Scandinavie.

## Son œuvre
L'ouvrage qui l'a fait connaître en Norvège, mais aussi à l'étranger, est la trilogie de Tora :
- La Véranda aveugle (1981)
- La Chambre silencieuse (1983)
- Ciel cruel (1986)

Elle connaît ensuite un grand succès avec Le Livre de Dina : 
- Les Limons vides (1994)
- Les Vivants aussi (1998)
- Mon bien-aimé est à moi (2002)
- Ces trois livres sont regroupés en un seul, Le Livre de Dina, traduit par Luce Hinsch, éditions Gaïa, 2013

La trilogie est suivie de Fils de la providence traduit par Luce Hinsch, Gaïa Éditions, 2011  (ISBN 978-2-84720-204-5) 
L'Héritage de Karna :
- Mon Péché n'appartient qu'à moi
- Le Pire des silences
- Les Femmes si belles
- Ces trois livres sont regroupés en un seul, L'Héritage de Karna, traduit par Luce Hinsch, Gaïa Éditions, 2011

Vingt ans après, elle publie un nouveau roman du livre de Dina : 
- Le Testament de Dina

### Ouvrages traduits en français
- Un long chemin (trad. Luce Hinsch), Gaïa Éditions, 1984 (ISBN 2-910030-51-2)
- La Septième Rencontre (trad. Luce Hinsch), Gaïa Éditions, 2001 (ISBN 2-910030-90-3)
- La Fugitive (trad. Luce Hinsch), Gaïa Éditions, 2004 (ISBN 2-84720-049-5)
- Voyages, 10/18, 2005
- Un verre de lait (trad. Luce Hinsch), Gaïa Éditions, 2007 (ISBN 978-2-84720-102-4)
- Cent ans (trad. Luce Hinsch), Gaïa Éditions, 2011 (ISBN 978-2-84720-182-6)
- Ces instants-là (trad. Céline Romand-Monnier), Gaïa Éditions, 2014  (ISBN 978-2-84720-433-9)
- Le Testament de Dina (trad. Loup-Maëlle Besançon), Gaïa Éditions, 2018  (ISBN 978-2-84720-875-7)

## Prix
- Grand prix de littérature du Conseil nordique, 1987
- Prix Eeva Joenpelto, 2004[6],[7]
- Prix Brage d'honneur, 2010[8]